# Chantal Montellier

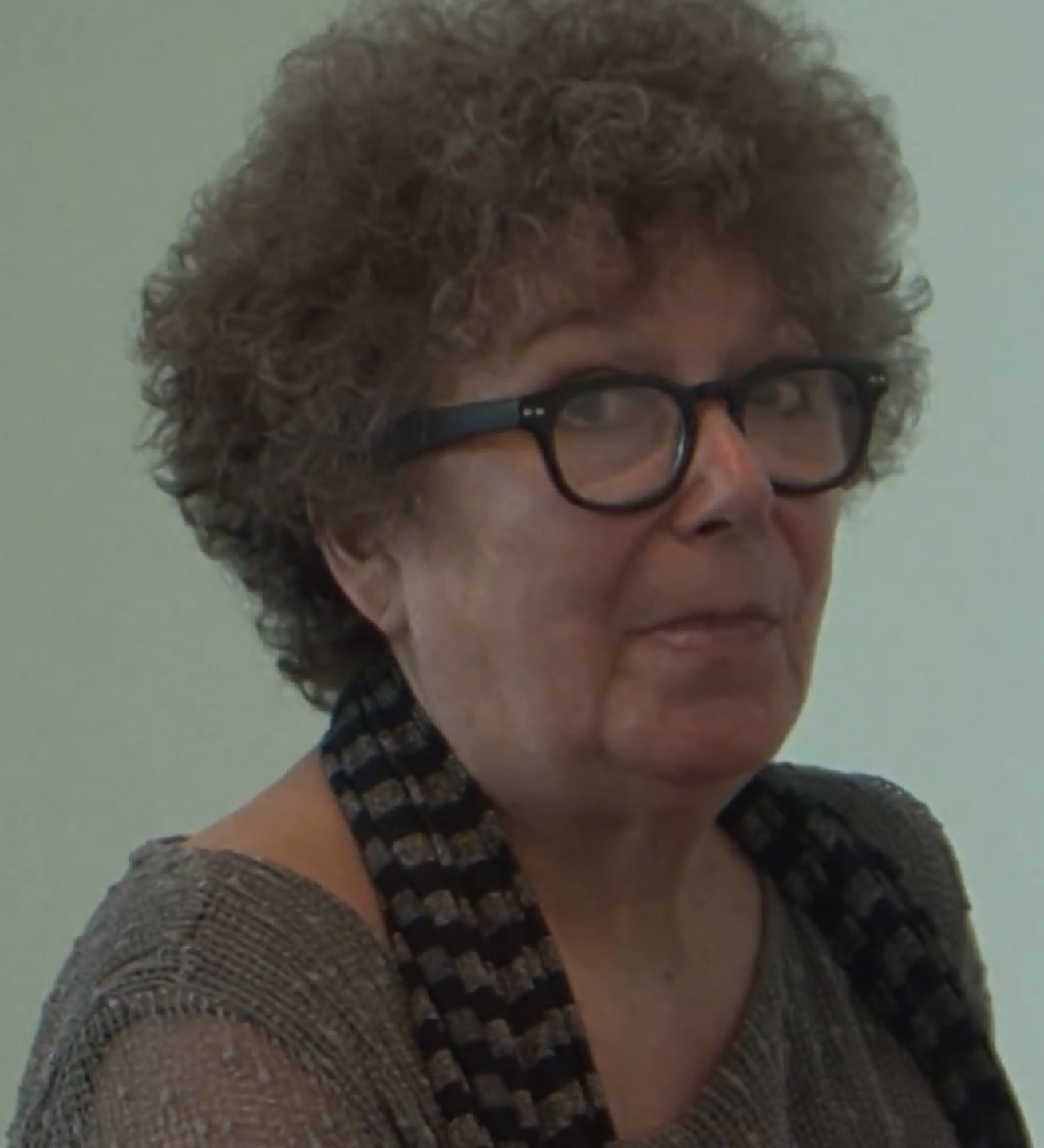
Chantal Montellier (2017)

Chantal Montellier (* 1. August 1947 in Bouthéon) ist eine französische Comiczeichnerin.
Nach einem Kunststudium in Saint-Étienne von 1962 bis 1969 wurde sie als Illustratorin tätig. Ab Mitte der 1970er Jahre zeichnete sie Comics für das Magazin Métal hurlant, welche teilweise in Deutsch in Schwermetall nachgedruckt wurden. Weitere Arbeiten wurden in den Magazinen Charlie Mensuel, Ah! Nana und (à suivre) veröffentlicht.

## Werke
- 1996, Les Humanoïdes Associés, 1978
- Les Rêves du fou, Futuropolis, 1978
- Blues, Kesselring, 1979
- Andy Gang :

1. Andy Gang, Les Humanoïdes Associés, 1979
2. Andy Gang et le tueur de la Marne, Les Humanoïdes Associés, 1980
3. Joyeux Noël pour Andy Gang, Les Humanoïdes Associés, 1980

- Shelter, Les Humanoïdes Associés, 1980
- Lectures, Les Humanoïdes Associés, 1981
- Le Sang de la commune, Futuropolis, 1982
- Wonder city, Les Humanoïdes Associés, 1982
- La Toilette, Szenario: Pierre Charras, Futuropolis, 1983
- Odile et les crocodiles, Les Humanoïdes Associés, 1983
- L'esclavage c'est la liberté, Les Humanoïdes Associés, 1984
- Rupture, Les Humanoïdes Associés, 1985
- Un deuil blanc, Futuropolis, 1987
- Julie Bristol :

1. La Fosse aux serpents, Casterman, 1990
2. Faux sanglant, Dargaud, 1992
3. L'Île aux démons, Dargaud, 1994

- Voyages au bout de la crise, Dargaud, 1995
- La Femme aux loups, Z'éditions, 1998
- Paris sur sang, Mystère au Père Lachaise, Dargaud, 1998
- Social Fiction, Vertige Graphic, 2003
- Les Damnés de Nanterre, Denoël Graphic, 2005
- Sorcières mes sœurs, La Boîte à bulles, 2006
- Tchernobyl mon amour, Actes Sud, 2006
- Der Process, nach Franz Kafka, Szenario: David Zane Mairowitz, Actes Sud, 2009
- L’Inscription, Actes Sud, 2011